# Stansbury
Stansbury är en ort i Australien. Den ligger i kommunen Yorke Peninsula och delstaten South Australia, omkring 73 kilometer väster om delstatshuvudstaden Adelaide. Antalet invånare är 523.
Trakten är glest befolkad. Stansbury är det största samhället i trakten. 
Genomsnittlig årsnederbörd är 583 millimeter. Den regnigaste månaden är juni, med i genomsnitt 111 mm nederbörd, och den torraste är januari, med 12 mm nederbörd.